# Расковинский, Цезарь Селиверстович
Цезарь Селиверстович Расковинский (1915—1943) — советский военнослужащий. Участник Великой Отечественной войны. Герой Советского Союза (1943). Гвардии сержант.

## Биография
Цезарь Селиверстович (в некоторых источниках — Сильвестрович) Расковинский родился 29 марта 1915 года на хуторе Верхние Мальцы Овручского уезда Волынской губернии Российской империи (ныне в черте села Выступовичи Овручского района Житомирской области Украины) в крестьянской семье. Украинец. Окончил 7 классов неполной средней школы в соседнем селе Выступовичи. До призыва на военную службу работал трактористом в колхозе. В 1938—1940 годах проходил срочную службу в Рабоче-крестьянской Красной Армии. Служил в артиллерийской части. После демобилизации жил в Уломском районе Вологодской области. Служил во внутренних войсках НКВД СССР.
Вновь в Красную Армию Ц. С. Расковинский был призван Уломским районным военкоматом Вологодской области в августе 1942 года и направлен в Тёплую Гору, где шло формирование 96-й отдельной стрелковой бригады. 15 октября 1942 года бригада прибыла на Сталинградский фронт и была включена в состав 64-й армии. В боях с немецкими войсками сержант Ц. С. Расковинский с 20 октября 1942 года в должности наводчика артиллерийского орудия 5-й батареи отдельного артиллерийского дивизиона. Боевое крещение принял на южной окраине Сталинграда. Затем до ноября 1942 года в составе своего подразделения участвовал в героической обороне Бекетовки. В ходе начавшегося контрнаступления советских войск Цезарь Селиверстович участвовал в окружении группировки немецких войск в Сталинграде, затем сражался на внутреннем кольце окружения. 1 января 1943 года 96-я отдельная стрелковая бригада в составе 64-й армии была передана Донскому фронту и вела уличные бои в Сталинграде. Сержант Расковинский отличился в боях с 26 по 30 января 1943 года. Прокладывая путь своим стрелковым подразделениям от Ельшанки до Центральной набережной, расчёт Расковинского 3 километра вручную катил своё орудие. В ходе ожесточённых боёв наводчик орудия сержант Расковинский прямой наводкой уничтожил 4 ДЗОТа, 8 пулемётных точек, 2 блиндажа со снайперскими гнёздами и истребил до двух взводов вражеской пехоты.
В марте 1943 года 96-я отдельная стрелковая бригада была переброшена в Курскую область и 28 апреля обращена на формирование 94-й гвардейской стрелковой дивизии, которая вошла в состав 7-й гвардейской армии Воронежского фронта. Гвардии сержант Ц. С. Расковинский стал наводчиком орудия батареи 76-миллиметровых пушек 286-го гвардейского стрелкового полка. Цезарь Селиверстович особо отличился в Курской битве в боях восточнее и северо-восточнее Белгорода.
7 июля 1943 года позиции 94-й гвардейской дивизии к востоку от Белгорода были атакованы превосходящими силами противника. Лавина немецких танков из состава 3-го танкового корпуса при поддержке пехоты и артиллерии обрушилась на 286-й гвардейский стрелковый полк, державший оборону недалеко от села Батрацкая Дача. В ходе ожесточённого многочасового боя расчёт орудия, в составе которого воевал гвардии сержант Ц. С. Расковинский, подбил два немецких танка, уничтожил артиллерийское орудие, рассеял и частично истребил до роты немецких солдат. Однако численное превосходство противника было подавляющим, и уступая его напору, части дивизии отошли на заранее подготовленные позиции к северо-востоку от Белгорода. Гвардейцы 286-го стрелкового полка заняли оборону у села Шеино, где 11 июля 1943 года дали бой 7-й и 19-й танковым дивизиям вермахта. Противник после мощной артиллерийской подготовки бросил в атаку 98 танков при поддержке полка пехоты. Расчёт Расковинского, находясь в боевых порядках стрелковых подразделений, вёл по противнику интенсивный губительный огонь, поджигая и подбивая один за другим вражеские танки. Артиллеристы также несли потери. Постепенно у орудия остался только наводчик Расковинский. Панорама его 76-миллиметровой пушки была разбита, но Цезарь Селиверстович, целясь только по визирной трубке, продолжал выбивать вражескую бронетехнику. В одиночку он подбил и поджёг 9 танков и 3 автомашины с автоматчиками. Атака немцев захлебнулась, и оставив на поле боя 20 танков и до батальона пехоты, они откатились на исходные позиции.
17 июля 1943 года 94-я гвардейская стрелковая дивизия была передана Степному фронту и вошла в состав 69-й армии. В результате контрудара войск Воронежского и Степного фронтов немецкие войска на белгородском направлении были отброшены. Стремясь закрепиться на подступах к Белгороду, немцы пытались приостановить продвижение советских войск встречными контратаками. 23 июля противник в районе села Мелихово силой до двух рот нанёс удар в стык двух батальонов 286-го гвардейского стрелкового полка. Быстро выкатив орудие на прямую наводку, расчёт Расковинского открыл ураганный огонь по врагу. Благодаря умелой работе наводчика артиллеристы уничтожили около ста солдат неприятеля, заставив остальных спасаться бегством. 25 июля части 94-й гвардейской стрелковой дивизии овладели опорными пунктами немецкой обороны — сёлами Мелихово, Шеино и Мясоедово и вышли на восточный берег реки Северский Донец. В ходе начавшейся 3 августа Белгородско-Харьковской операции Цезарь Селиверстович в составе своего подразделения принимал участие в освобождении города Белгорода, а затем громил немецкие войска под Харьковом.
10 августа 1943 года командир 286-го гвардейского стрелкового полка гвардии капитан Д. С. Чуев представил гвардии сержанта Ц. С. Расковинского к званию Героя Советского Союза. Указ Президиума Верховного Совета СССР о присвоении Цезарю Селиверстовичу высокого звания был подписан 24 декабря 1943 года, но дожить до этого момента артиллеристу было не суждено. 7 декабря 1943 года командир артиллерийского орудия гвардии сержант Ц. С. Расковинский погиб в бою за село Вершино-Каменка Новгородковского района Кировоградской области Украинской ССР. Похоронен Цезарь Селиверстович на воинском кладбище в посёлке городского типа Новая Прага Александрийского района Кировоградской области Украины.

## Награды и звания
- Герой Советского Союза
- Медаль «Золотая Звезда» (24.12.1943);
- Орден Ленина (24.12.1943);
- Орден Отечественной войны I степени (02.02.1944, посмертно);
- Орден Красной Звезды (02.02.1943).

## Память
- Имя Героя присвоено улице в городе Речице Гомельской области Беларуси[6].

## Документы
- Общедоступный электронный банк документов «Подвиг Народа в Великой Отечественной войне 1941—1945 гг.» Дата обращения: 21 октября 2013. Архивировано из оригинала 13 марта 2012 года.

Представление к званию Героя Советского Союза и указ ПВС СССР о присвоении звания.
Орден Отечественной войны 1-й степени (наградной лист и приказ о награждении).
Орден Красной Звезды (наградной лист и приказ о награждении).
- Обобщённый банк данных «Мемориал». Архивировано из оригинала 10 мая 2012 года.

ЦАМО, ф. 58, оп. 18002, д. 129.
Информация из списка захоронения ЗУ380-12-567.
Учётная карточка захоронения ЗУ380-12-567.
Схема захоронения ЗУ380-12-567.